# セーター植物

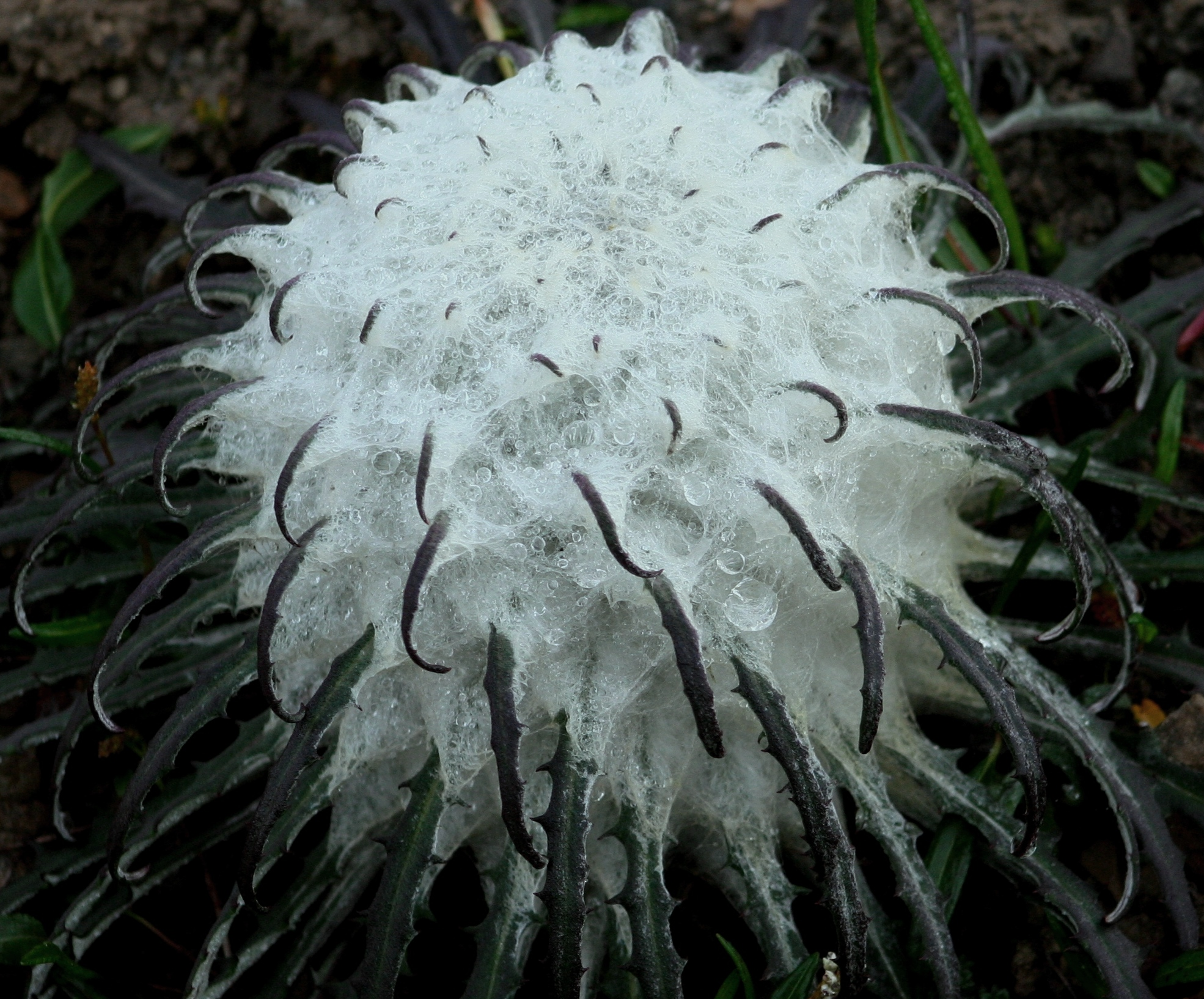
『セーター植物』の典型とされる、ワタゲトウヒレン

セーター植物とは、特徴的な毛状突起に覆われている種を指す日本語（俗称）。
大幅に低い気温や湿度といった植物にとって厳しい環境における生存戦略として、進化の過程で大量の毛状突起（トライコーム、線維性の外皮）を発達させ、外観がセーターを思わせる形態となった寒冷地に生息する植物（日本の高山植物を含む）の一部を指す。
寒冷地に生息する植物域の世界の保温および太陽エネルギー吸収に寄与するものと考えられる。

## 意味合い
高山では低温によって植物の生育が制限されやすい。また花粉媒介を昆虫に頼る場合、昆虫の活動も低温による制約を受ける。これらを補う方法として、植物体表面に密毛や長毛を多量に生じ、植物体表面を覆うのがセーター植物である。これには保温の効果と共に、夏季の生育期に太陽エネルギーを吸収して開花の促進を図るものとされる。他方でこれが花粉媒介を行う昆虫を誘う装置であるとの見方もある。高山の天候は変わりやすく、急に風が強まったり、突然雨が降ったりするので、綿毛に包まれた空間が避難所となる、との見方である。典型的なものはワタゲトウヒレン Saussurea gossypiphora に見られる。
なお、同様な効果があるとされる高山植物の適応に温室植物がある。こちらは葉や苞葉が広がって花序などを覆うもので、トウヒレン属ではボンボリトウヒレン S. obovallata がこのタイプに属する。

## 具体例

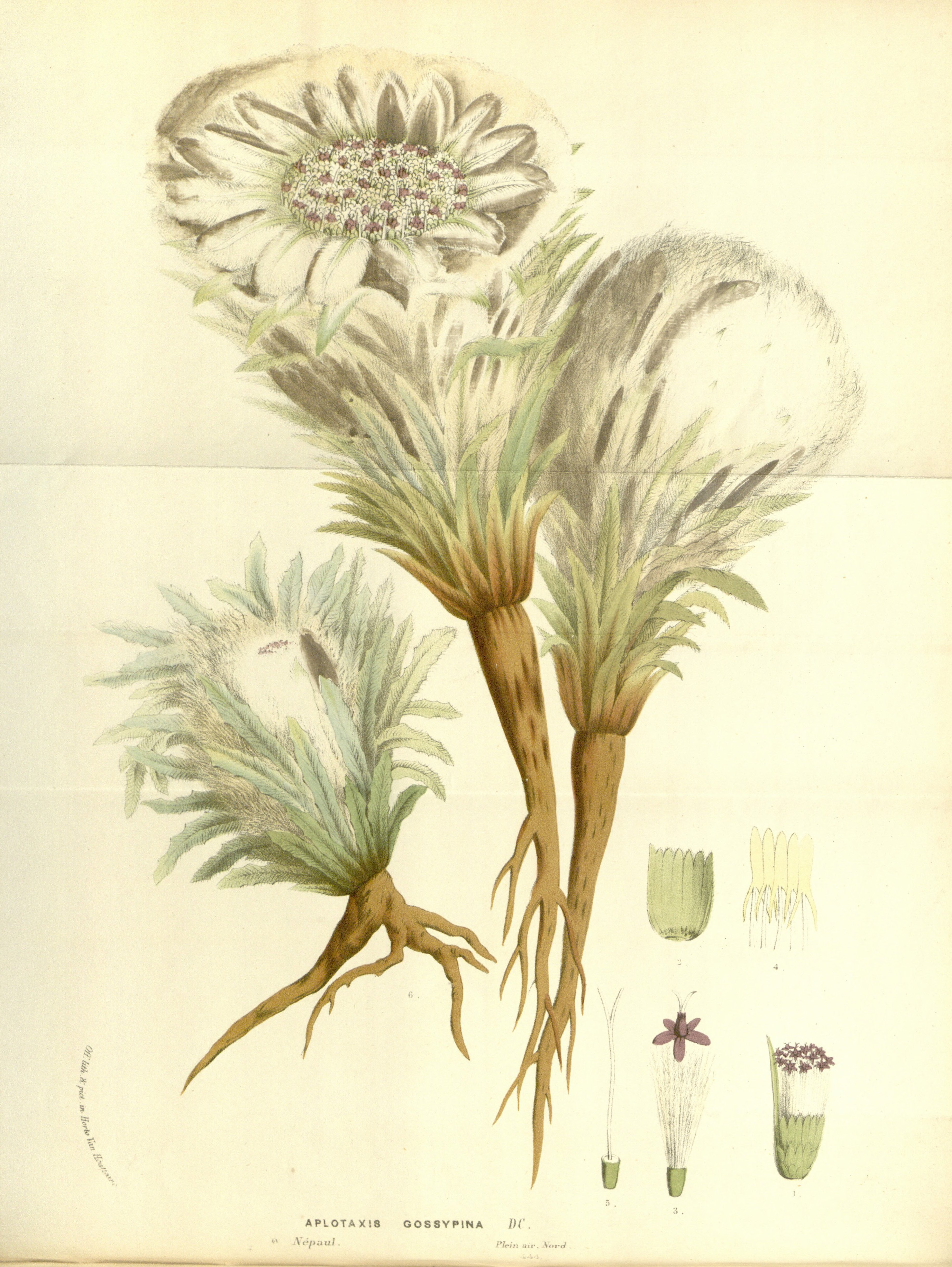
ワタゲトウヒレン・図版

ワタゲトウヒレンはヒマラヤとチベットの特産種で、高山帯以上の亜氷雪帯に生育する。高さ20cmほどの植物だが、葉の表面から生えた白い毛が植物全体を覆い、全体として球形の毛糸玉のようになる。その姿から英名はスノーボールである。その内部には直立した花茎と、その先端に上向きに咲く頭花がある。綿毛はそれら全てを覆うが、頭花の上には綿毛に包まれた空間があり、その真上に当たる部分に直径5mmほどの穴が開いている。小型のハチやハエはこの穴を通り抜けて出入りすることが出来る。内部の空間は日中には20℃以上になり、これは外気温より10-15℃も高い。侵入した昆虫は頭花の上を歩き回り、受粉に与ることになる。

## 種類
トウヒレン類でセーター植物となるものはヒマラヤに多く、さらにチベットから中国の雲南省や四川省、崑崙山脈からも知られる。セーターの程度も様々で、ヒマラヤとチベットに産する S. graminifolia では茎の上部の葉だけに長毛を生じ、やはり花の上に毛に包まれた空間を形成する。だがヒマラヤの S. simpsoniana では開花時に頭花がセーターから露出する。この場合、受粉とセーターの効果を結びつけて考えることが難しい。
なお、温室植物は複数の科に跨ってその例が見られるが、セーター植物と呼ばれるのはトウヒレン類に限られ、毛深い植物は他にもあるものの、この名では呼ばれないようである。また、セーター植物も温室植物もヒマラヤとその周辺地域にのみ見られる。